# Kleinkarpatisches Museum
Das Kleinkarpatische Museum (slowakisch Malokarpatské múzeum) in Pezinok in der West-Slowakei ist ein Regionalmuseum mit den Schwerpunkten Winzereiwesen, Weinbau und Wein des Kleinkarpaten-Weinbaugebiets.

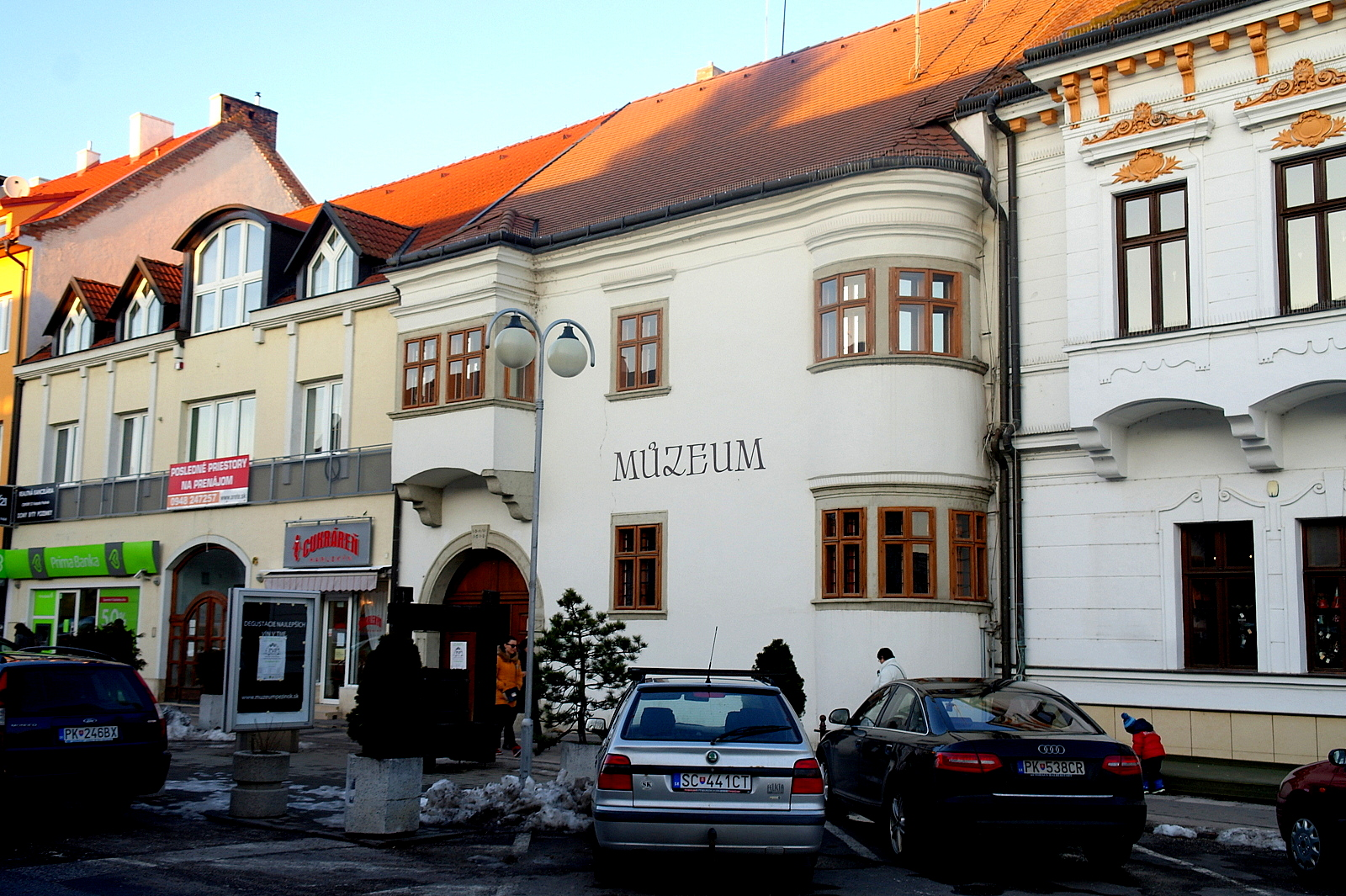
Museum

## Geschichte
Das Museum wurde nach zwei Jahren Rekonstruktionsarbeiten am 18. November 2008 wiedereröffnet. Mit Hilfe von Finanzmittel aus EU-Fonds und des Museumstifters, des Bratislavský kraj, wurde das Museumsgebäude und die Keller des Museums rekonstruiert.
Das Museum zeigt im Keller eine Ausstellung mit der – nach eigenen Angaben – größten Sammlung von Winzerpressen in Mitteleuropa, Gelegenheitsausstellungen, eine Werkstatt für Schulen, sowie der Möglichkeit zur Verkostung von kleinkarpatischen Weinen.
Das Museum veranstaltet gelegentlich auch Ausstellungen im Ausland, so beispielsweise die Ausstellung „Weingärten, Wein, Leute“, die im September 2005 im Europäischen Parlament in Straßburg und später in Wien und in Milotice in der Tschechischen Republik präsentiert wurde.